# Alfred Scholz (MfS-Mitarbeiter)
Alfred Scholz (* 11. Februar 1921 in Groß Ullersdorf, Tschechoslowakei; † 11. August 1978 in Ost-Berlin) war ein deutscher Geheimdienstler und von 1975 bis zu seinem Tode stellvertretender Minister für Staatssicherheit der DDR.

## Leben
Der Sohn eines Zimmermanns besuchte die Realschule, machte von 1936 bis 1939 eine Lehre als Drogist und arbeitete dann als Laborant. 1941 wurde er zur Wehrmacht eingezogen und geriet 1942 in sowjetische Kriegsgefangenschaft. Er wurde dort 1943 auf eine Antifa-Schule geschickt und nahm 1944 als Mitglied des Nationalkomitees Freies Deutschland als Partisan und Aufklärer in der Partisanenbrigade Dyma in Belorussland, später im Raum Danzig am Kampf gegen die nationalsozialistische Wehrmacht teil.
1945 ging er in die SBZ, und wurde Mitglied der KPD und mit der Zwangsvereinigung von SPD und KPD 1946 Mitglied der SED. Er wurde bei der Polizei eingestellt und war 1946 Leiter der Stadtpolizei Rostock.

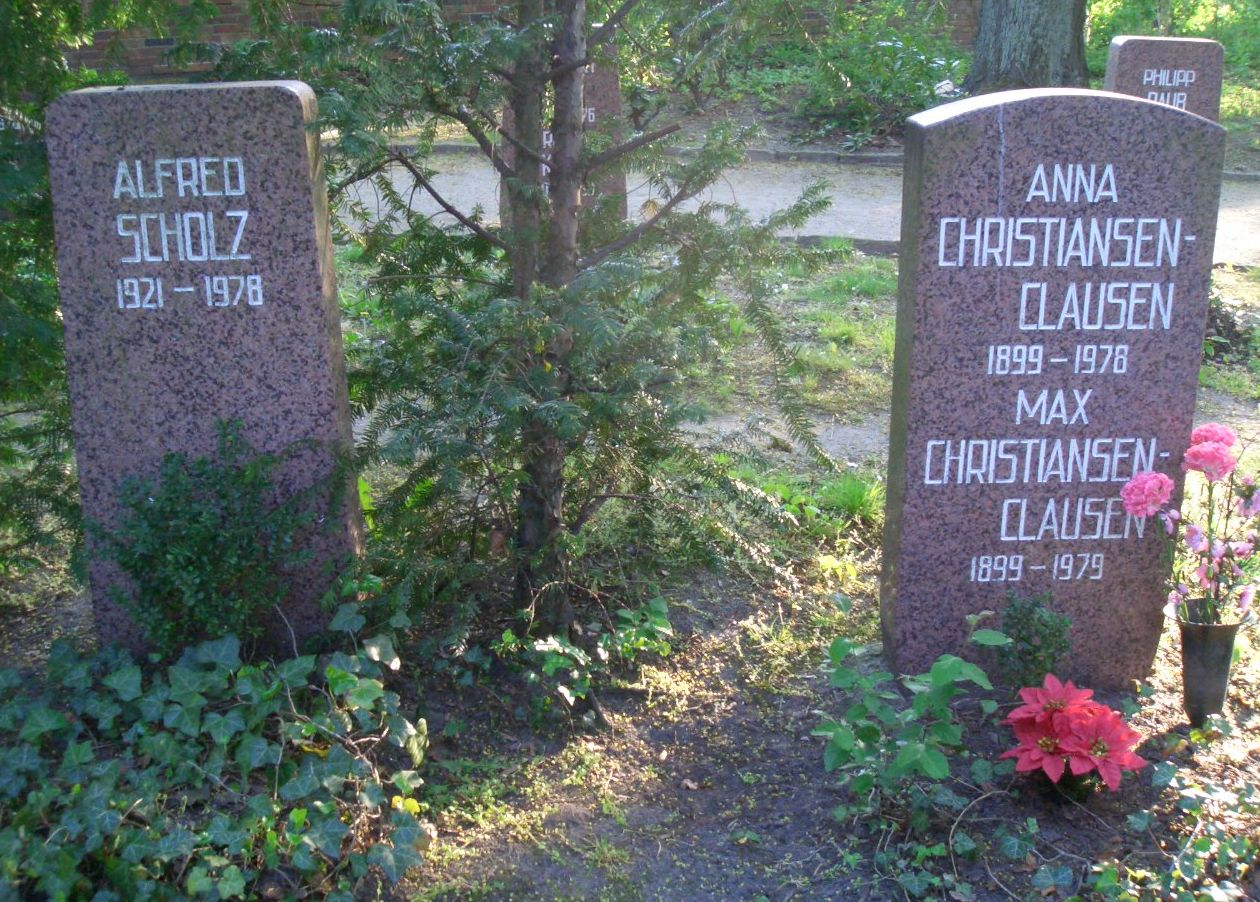
Grab auf dem Zentralfriedhof Friedrichsfelde, daneben Max Christiansen-Clausen

1949 wurde er Leiter der Abteilung Intendantur der Landespolizei Mecklenburg, danach Abteilungsleiter in der Verwaltung zum Schutz der Volkswirtschaft Mecklenburg, die im Februar 1950 in Länderverwaltung Mecklenburg des MfS umbenannt wurde. 1950 wurde er Leiter der Abteilung/HA IX, dem Untersuchungsorgan des MfS in Berlin, ab 1956 Leiter der HVA-HA II, die für die Ausforschung der Westalliierten zuständig war. 1958 wurde er Leiter der Arbeitsgruppe des Ministers. Von 1966 bis 1968 absolvierte er ein externes Studium an der Hochschule des Ministeriums für Staatssicherheit, das er mit dem Titel Diplomjurist abschloss. Als Chef der Arbeitsgruppe des Ministers Aufgabenbereich „S“ war er zuständig für Mordplanungen. Für die Anfangsperiode eines Krieges gegen die Bundesrepublik plante er 1972 die Zerstörung von Zielobjekten der bundesdeutschen Infrastruktur und individuellen Terror. Stasikämpfer sollten „in verstärktem Maße die Szene der Terror- und Gewaltverbrechen nutzen, um mit dieser Tarnung und Abdeckung ihre Kampfaufgaben vorzubereiten“. Er rückte seinem Chef Erich Mielke noch näher, als er ab 1966 zum 1. stellvertretenden Vorsitzenden des Berliner Fußballclubs Dynamo ernannt wurde. 1975 wurde er zum Generalleutnant befördert und wurde Stellvertreter des Ministers. 1977 erhielt er den Vaterländischen Verdienstorden in Gold.
Scholz starb im Alter von 57 Jahren. Seine Urne wurde in der Grabanlage Pergolenweg des Zentralfriedhofs Friedrichsfelde in Berlin-Lichtenberg beigesetzt.